# Peperomia nummularioides
Peperomia nummularioides är en pepparväxtart som beskrevs av August Heinrich Rudolf Grisebach. Peperomia nummularioides ingår i släktet peperomior, och familjen pepparväxter. Inga underarter finns listade i Catalogue of Life.